# 高垣寅次郎
高垣寅次郎（1890年2月26日—1985年8月25日）是一位日本经济学家。

## 生平
1890年出生于日本广岛县尾道市。1913年毕业于东京高等商业学校（现一桥大学），师从佐野善作。同年进入三井银行，1915年留校任教。1924年升任教授，1926年获得博士学位。1943年与石桥湛山、山崎觉次郎创立日本金融学会，1944年担任拓殖大学校长，1950年至1982年担任日本金融学会会长。1962年担任成城大学校长，1952年担任日本学术振兴会理事长，
门下弟子有盐野谷九十九、鬼头仁三郎、高桥泰藏、新庄博、冈田俊平等。还有彰化商業銀行董事長吳金川。

## 荣誉
1951年被选为一桥大学名誉教授，1959年被选为日本学士院会员，1976年获得勳一等瑞宝章。